# Contea di Marshall (Indiana)
La contea di Marshall (in inglese Marshall County) è una contea dello Stato dell'Indiana, negli Stati Uniti. La popolazione al censimento del 2000 era di 45 128 abitanti. Il capoluogo di contea è Plymouth.